# 灌籃少年
《灌籃少年》，為八神浩樹的籃球類型日本漫畫。曾被改編成電視動畫、遊戲和舞台劇。也是2007年第31屆講談社漫画賞少年部門的得獎作品。

## 概要
1989年開始在講談社旗下漫畫雜誌《月刊少年Magazine》上連載至2015年。單行本第1部全23卷，以藤原、三浦、石井及土橋4個人的國中時代為中心的第0部《THE EARLY DAYS》全1卷，第2部同名作品標題後面加上《ACT II》全30巻，第3部《ACT3》全21卷。連載時話數的單位有兩種，在漫畫雜誌上用「第○話」表示，單行本則是「SCENE-」。正篇完結之後，2016年2月開始至2017年1月，繼續在《月刊少年Magazine》（2016年3月號至2017年2月號）集中連載特別篇《DEAR BOYS OVER TIME》。
特別篇連載終了經過2年之後，宣布繼續在《月刊少年Magazine》從2018年11月號（2017年10月6日發售）開始連載ACT4新作續篇。但是ACT4的故事主舞台是以瑞穗高校以前的對手湘南大相模高校為主，時間設定是在瑞穗高校打敗天童寺高校獲得冠軍大約過了1年以後。
由於灌籃少年是從1989年7月號開始連載至2016年1月號為止長達26年的籃球漫畫，因此有不同的時空背景，但人物的年齡卻不曾改變，如在故事世界中的時間隨劇情發展只經過了1年，故事的年代設定是在開始連載時的1989年，ACT2之後才進入1990年。但是在現實世界的1990年籃球規則還沒改成4節制和24秒進攻（日本則是在2001年執行），當時尚未問世的附有（在日本）1seg數位電視服務的行動電話（2006年左右普及化）也在劇中出現。然而，作者說「剛開始連載這部作品的時候，行動電話還未普及，作中的角色們有了行動電話之後產生一種給人與眾不同的感覺，這樣的話無法跟未持有行動電話的人進行對話」等複雜的心境表示。另外，初期連載時球員們在比賽時穿的球褲是迷你緊身短褲，到了後期隨著演變才改成現在（及膝）的大尺碼垮褲（在電視動畫版的設定則是以ACT II時的款式）。
初期的內容大部份以描寫校園生活為主，《ACT II》之後才全面進入以籃球為作品的軸心。內容不只是重視「外連味（日文）」的描寫，還有描寫籃球的正面精髓。及各所高中職學校的籃球色彩、在比賽中細膩的戰術與防守系統。
媒介方面，除了最初始的漫畫連載與單行本的發行外，灌籃少年也被改編成電視動畫、舞台音樂劇。最早是在1998年發行廣播劇CD，2003年4月7日至9月29日首度在東京電視台與AT-X播出全26集的電視動畫，由A.C.G.T製作，也是繼《頭文字D》系列之後在劇中使用「SUPER EUROBEAT」（日本avex group發行）作動畫配樂的作品。同樣的漫畫版與動畫版在劇情設定上也有差異。
2007年由Marvelous與NELKE PLANNING合作改編成音樂劇，同年12月20日至29日公開演出。之後又在2008年7月25日至8月3日公演續集。2011年由Niconico musical上演第3彈，公演時間4月30日至5月8日。
除此之外，也推出了以漫畫劇情衍生而出的小說、作者公認的官方衍生作品。有2002年發行的以女性角色為故事焦點的小説《DEAR BOYS ～The girls' days～》，金春智子著作，八神浩樹擔任作畫。另一部是在2014年迎接連載25週年由八神浩樹擔任企劃監修、櫻太助作畫的輕鬆幽默的日常搞笑漫畫《NEAR BOYS》（全1卷，2011年10月至2014年2月在《月刊少年Magazine+》1號至8號連載）。

## 故事簡介
↓參考於東立介紹。
國中篇
這一篇在哀川和彥來到瑞穗前所發生的故事，和有關阿努跟土橋第一次跟藤原、三浦見面時的故事。
第一部
從外地轉來了一個新的同學，一開始就因為怪異的「言」──想要加入男籃隊，「行」──愛掀女孩子的裙子，而引來大家的注意；沒想到，他還是高中聯賽上的冠軍隊伍，天童寺高中的隊長！
第二部
新的學期，因為在大賽中的突出表現讓男籃一下子增加許多人要參加，可是沉重的練習卻又迅速退社，最後只剩下六個新生而已，其中有一個還是近藤學長的弟弟；此外，換上新的籃板也是瑞穗新的一年的戰利品。高階遠也，令人期待的第六人，瑞穗的男籃有更多組合與發揮的空間。
第三部
瑞穗高中成功的晉級高中盃準決賽！他們的對手是下條總教練率領的成田中央。這是兩隊在繼練習賽與新人賽關東大賽之後，第三度在球場上交手。因為雙方的因緣很深，因此都不想輸掉這場比賽而雙方選手也都想展現出自己成長的證明、與自尊心。這一場關係到兩隊未來的準決賽開打了！
第四部
第三部結束後，原本的三年級生也畢業了。湘南大相模在高中盃全國大賽第三輪中輸給了瑞穗後，現在由剛升上三年級的布施步帶領球隊，準備組織新的隊伍。然而，原本的PG（控球後衛）卻受傷了。這時，一年級生「柏木柊」聽到教練開放所有人爭取PG（控球後衛）的位置，就自願報名要參加徵選，與其他兩位一年級學生多岐川司、森佳樹一同練習。 神奈川名門學校湘南大相模的籃球隊，以王牌布施步為中心，再次準備挑戰全國大賽。由於柳本在比賽時受傷，引發了PG（控球後衛）位置爭奪戰。為了通過「PG選拔測驗」，一年級的柏木、森、多岐川開始在早晨特訓。另一方面，記者奧村出現在布施與柳本面前，提到了某個彷彿像是「天才哀川和彥二世」的人物。湘南大相模將面對「新的阻礙」！

## 主要登場人物

### 瑞穗高中 (MIZUHO)
因為發生在學生藤原打前任教練下條，而導致籃球社危機，就在此時來了一位轉學生，他就是前任王者天童寺的隊長兼王牌-哀川和彥。
而接替下條當教練，是女子籃球部的冰室，隨後又來一位1年級的女經理-杏綺，接者跟成田中央打練習賽，拿下第一次勝利，同時也化解與3年級的學長們的誤會，同時也轉動他們的命運。
從參加地區預賽開始，以快攻超攻擊的能力不斷獲勝，在四強擊敗橫濱學園，決賽敗給本牧東。但這是哀川第一次嘗到敗績的滋味。
以神奈川第二名參加關東大賽，在第一天擊敗在高中杯打進四強的明和大日立，在決賽中大敗給成田中央，而這也是他們第2次交手。
經過關東大賽的敗北，大家又更加團結，此時有人來加入籃球社，他就是第6人-高階遠也。
迎接新的學期，升上3年級，最後一年參加比賽，此時有新的1年級6人加入籃球社。
在地區預賽以種子隊身分打進四強，勝於本牧東，卻敗給王者湘南大湘模，在最後爭奪第二名參加高中盃的名額，贏下橫濱學園。
在高中盃從首戰一路打進決賽，戰勝了九洲大福岡、嘉手納西、湘南大湘模、秋田城北、成田中央。
最後決賽對上絕對王者天童寺，經歷了一番苦戰，最後在延長賽成功打破天童寺的不敗神話，也終止王者的連勝紀錄。
是目前唯一能夠打贏秋田城北，以及王者天童寺的學校。

#### 男子籃球社
哀川和彥（(AIKAWA KAZUHIKO)，声優：喜安浩平（日本）／梁興昌（台灣）、鄧肇基（香港）、演：池田龍治）
7號（瑞穗）、4號（天童寺），175cm，出生日6/9，AB型，[SF]小前鋒、[SG]得分後衛。
3年级，本作主角。前天童寺高中的男籃隊長。因厭惡天童寺高中的「只論輸贏，其餘不論；勝者上場，敗者棄權」的理論，憤而離家出走，並轉學到瑞穗。
身材矮小不過卻能灌籃。被稱之為＂天才＂。與同校女籃队员森高麻衣交往中。
漫畫＂２＂中，因為母親病倒而回家鄉，到天童寺的社員道歉並查看練習狀況。
在哀川一年級剛打完高中盃，被身為教練的父親指名擔任隊長，也兼王牌的身份帶球隊前進。
由於一次比賽中哀川的投籃沒投進，加上學長們沒搶球，導致哀川苦練投籃。
外人常以為哀川只能在禁區｢逞兇｣(包含大部份的天童寺球員，除了澤登以外)，事實上哀川在外線亦有一定的水準，準度僅僅次於三浦蘭丸。與天童寺正面交鋒時，哀川的兩次三分球讓防守的北澤、如月吃癟。
在面對親人帶領、前隊友率領的天童寺高校，在受傷的狀態下抱傷上陣(右肩發炎)，努力的奮戰當中。
與天童寺的比賽中，一個人對上了北澤、如月、澤登，同時挑戰天童寺的主力。
最後在延長賽倒數零點三秒鐘時，在與澤登的單打禁區攻防戰放進了關鍵的勝分，帶領瑞穗擊敗母校和家人的天童寺，奪下勝利。
藤原拓彌（(FUJIWARA TAKUMI)，声優：松風雅也（日本）／黃天佑（台灣）、黃啟昌（香港）、演：鶴見知大）
4號，184cm，出生日5/14，A型，[PG]控球後衛。
3年級，瑞穗男籃隊長。拥有良好的籃球基礎，與哀川單挑之後重新組成男子籃球隊。但是左膝有舊傷，根據漫畫(國中篇)劇情，為國中與仲山中學比賽，在爭搶籃板時留下。
与同校女籃隊長秋吉夢津美交往中。
助攻能力非常好，天童寺隊員曾在觀看比賽中稱讚。
常在禁區｢吃掉｣對手的進攻(包含抄截、製造犯規等)。外線能力不錯，可以放冷箭。
有野性般的直覺，加上銳利的傳球，被下條認為是唯一可能跟澤登對決的控球後衛。
在和三年級球員與新入團的球員與二年級球員一對一攻守之後，將隊長的棒子交給遠也，并拜託杏崎監督遠也。
三浦蘭丸（(MIURA RANMARU)，声優：武內健（日本）／官志宏（台灣）、黎景全（香港）、演：南圭介）
8號，173cm，出生日3/3，AB型，[SG]得分後衛。
3年級，擅長投三分球。常被稱為＂美少年＂。
在高中盃對＂嘉手納西＂腳時受了傷，因此給了一年級＂榎本＂上場的機會。
得意絕招是在三分線後面退1公尺，投出超長距離三分球。
石井努（(ISHII TUSTOMU)，声優：鈴木達央（日本）／李景唐（台灣）、李致林（香港）、演：石橋脩平）
6號，190cm，出生日8/1，B型，[PF]大前鋒。
3年級，擅長籃板球以及蓋帽。但性情不太好平穩，一旦被激怒或失去控制時就會失去理智。
蓋帽是瑞穗的防守關鍵之一，在禁區是攻守不錯的球員。
在高中盃開始同時變得更加冷靜、成熟。實力也受到許多人的讚賞，球技進步不少。
土橋健二（(DOBASHI KENJI)，声優：小西克幸（日本）／黃天佑（台灣）、盧志傑（香港）、演：安岡新八）
5號。192cm，出生日9/24，O型，[C]中鋒。
3年級、擅長搶籃板。以往並沒有太突出的表現，高中盃表現很出色。
擅長在空中搶籃板時把球撥出去，防守能力很踏實。
高中盃對上＂湘南大相模＂時，給過於激動的遠也一些建議。
高階遠也（(TAKASHINA TOYA )，声優：近藤隆）
9號。187cm。
2年級，全能型天才，瑞穗第六人。曾經有一年左右的時間沒有打球，所以體力較差。
高中盃開始，他的才能即是不可或缺的！雖然總是說著＂禁慾＂、＂A書＂等情色話題，而且總是嘻皮笑臉的，不過其實是個很認真的人。
身體柔軟，擅長避免跟對手身體接觸的打法，擅長把對手耍得團團轉。
最後從拓彌手中接下隊長的重擔，並發下豪語要帶領瑞穗二連霸。
榎本仁志（えのもと ひとし）
15號，1年級。
個性冷漠、高傲。似乎對三浦有著些微的敵意（？），但每次都被以＂成熟＂方式回應而不滿。
高中盃上場一次，體認到自己的體力太差和能力不夠。偶爾會給出有意義的建議。
時常以＂特別的＂方式＂鼓勵＂隊員。和丈一郎的感情似乎不錯。
水前寺清（すいぜんじ きよし）
14號，1年級。崇拜藤原拓彌。夢津美討厭的對象，因為他時常跟在藤原身後。
雖然技術以及思想都不成熟，但仍有帶領＂以後的瑞穗＂的可能。
紅林丈一郎（（くればやし じょういちろう））
號碼11號。1年級。身高210cm。和榎本的感情似乎不如表面上那樣，好像還不錯。
睡覺時眼睛半睜，會磨牙。但榎本不曾抱怨過。高中盃曾上場，被冰室老師稱讚。
雖然表面上很冷漠，其實是個很熱情的人。
近藤英次（こんどう えいじ）
13號，1年級。近藤裕次的弟弟。
後期都沒有出色表現。初期則有和藤原、哀川打過球。（瑞穗高中體育館），其實底子還算紮實。
最後與哀川攻防之後，成為了下一任瑞穗高校的主力小前鋒。
桑田勇（くわた いさむ）
10號，1年級。
南山瞬（みなみやま しゅん）
12號，1年級。
杏崎沙斗未（声優：能登麻美子（日本）／姚敏敏（台灣）、演：寺崎裕香）
2年級，158CM，出生日1/7，O型，男子籃球社經理。是藤原的國中學妹。
是瑞穗男籃不可或缺的人物，被大家依賴著。
国中参加女籃曾受過傷，無法再打籃球。
本牧東高中＂保科＂喜歡的對象。雖然不斷拒絕，不過似乎對保科也有一些關心。
最後被拓彌委以｢監督」高階遠也的重責大任。
桑野義男
男子籃球社顧問。

#### 女子籃球社
秋吉夢津美（あきよし むつみ，声優：芳野美樹（日本）／汪世瑋（台灣）、黃玉娟（香港））
號碼4號。3年級，164CM，出生日4/21，A型，藤原的同班同学兼女友。瑞穗女子籃球隊的隊長。
曾被杏崎稱讚：不愧是瑞穗女籃的隊長。
森高麻衣的好友，个性有些冲动，但也十分开朗。
一开始因为输给哀川和彦而不服气，对他有敌意，后来把他当成朋友。
森高麻衣（もりたか まい，声優：川瀨晶子（日本）／雷碧文（台灣）、張頌欣（香港））
號碼7號。3年級，160CM，出生日7/3，B型，有一头金色的長髮常綁馬尾，哀川的同班同学兼女友。瑞穗女子籃球社員。
稱自己的男友为小哀，同样也被對方取了个可爱的昵称“小蝴蝶”。
曾經被哀川指導投出3分球，外線準確度很高。
被藤原對哀川說：前一陣子還很孩子氣，感覺現在變得有女人味了。
雖然初期因為哀川遲遲沒有表達心意只有動作而不安，不過後期發展順利。
廚藝似乎很不錯。
大神惠子（声優：山田美穗（日本）／王瑞芹（台灣）、香港：伍秀霞）
號碼5號。3年級。瑞穗女子籃球社員。稱號「大魔神」。似乎喜歡三浦，但後來並沒有特別描述。和石井的關係似乎不好。
川崎雪子（声優：川上倫子（日本）／陶敏嫻（台灣）、香港：黎桂芳）
號碼6號。3年級。瑞穗女子籃球社員。
工藤香（声優：冰上恭子）
號碼8號。3年級。瑞穗女子籃球社員。
冰室恭子（ひむろ きょうこ，声優：田中敦子（日本）／姚敏敏（台灣）、曾佩儀（香港）、演：能登まり子）
169CM，出生日1/31，O型，28歲
瑞穗男女籃球社的監督，在校負責指导英文科，與哀川的姊姊是大学时代的女篮隊友。
在下條離開瑞穗男子籃球隊後，向校方提出要接下男子籃球隊教練的職位。
曾經跟男籃隊經歷許多挫折，在藤原等人3年級的夏天帶領球隊拿下高中盃冠軍。
在高中盃經常隨機應變，輪流派選應對對方的陣型，可以說是瑞穗奪冠的關鍵。

### 神奈川縣地區的高中

#### 本牧東高中
是最先認識瑞穗的球隊，也最早認識哀川，在冬季透過住宿兩校練習後，雙方都認為對方是自己的勁敵。
在2年級關東大賽線預賽選拔，和瑞穗爭奪冠軍，最終以1分拿下冠軍。同時，也是讓哀川在正式比賽上的第一次敗北。
在關東大賽上被成田中央以壓倒性的勝利粉碎，也讓它們見識到全國級的實力。
在3年級的夏天縣預賽，連3場慘敗給瑞穗、橫濱學園、湘南大箱模，最終以第4名的成績提前結束夏天。
主要球衣是紅底黑色英文字，以及白底紅色英文字。
球風是以快攻等大量攻擊來取的勝利，缺點是防守能力似乎比較差。
在瑞穗準備高中盃的集訓時被遠野邀請當練習對手。
在全國大賽決賽跑去看瑞穗與天童寺的比賽。
保科唯人（声優：千葉進步（日本）／吳文民（台灣））
號碼7號。3年級。本牧東高中的王牌球員。喜歡杏崎沙斗未。
在冬季與哀川1對1時，也發現自己的防守能力不足，便在練習結束後自我訓練。
藤澤守（声優：佐藤淳）
號碼4號。3年級。本牧東高中的隊長。
藥師丸元（声優：志村知幸）
號碼6號。3年級。
草野勝己（声優：栗田圭）
號碼8號。3年級。
角松聰（声優：植木誠）
號碼5號。3年級。
梅田五郎
號碼13號。2年級。
大平洋
3年級。籃球社的經理。
飯嶋優作（声優：石井康嗣（日本）／梁興昌（台灣））
本牧東高中的監督。

#### 横濱學園
神奈川縣中傳統強校之一，與湘南大箱模、本牧東為神奈川三強，之後加入瑞穗便四強。
通稱「橫學」，其球風是以防守為主的隊伍，善常用區域聯防來逼緊對手。
球員當中個子都矮小，最高的中鋒181CM，因此禁區戰力薄弱。
每個人都會投3分球，其練習結束後都要求每個人練投3分，是它們的練習模式。
雖然有3分球高命中率的準確度，但是攻擊力和分數沒有比想像中來的有爆發力。
進攻方面有延遲戰術，在進攻時間只剩幾秒再進行攻擊，是橫學的另一項武器。
而是在進球後，展開堅強的防守，透過這樣的戰術來確保分差贏得比賽。
其優點是每個人都有外線能力，防守能力甚至讓不少球隊陷入苦戰，缺點是搶不到籃板球、禁區戰力薄弱、缺乏得分能力，得分很少超過80分。
球衣是以黃色為底紅色英文字為主。
佐藤一也（声優：吉野裕行）
號碼4號。3年級。
小泉徹（声優：石川正明）
號碼5號。3年級。
高野勇次（声優：塩塚晃平）
號碼6號。3年級。
吉野幸二（声優：原田正夫）
號碼7號。3年級。
相澤直樹（声優：小林高鹿）
號碼8號。3年級。
廣瀨達也（声優：藤田大助）
號碼15號。2年級。
真鍋純子（声優：新谷良子）
3年級。男子籃球社的經理。
丸山平藏（声優：西松和彦）
横浜学園的監督。

#### 湘南大相模高中
神奈川的「王者」，禁區戰力極強。
轟幸二郎
號碼4號。3年級。
梁川慎司（声優：高階俊嗣）
號碼11號。2年級。身高201cm。  C
小原充（声優：程島鎮磨）
號碼12號。2年級。SG 防守專家
大門榮作（声優：原田正夫）
號碼13號。2年級。身高195cm。 PF
柳本和雄（声優：野瀨育二）
號碼14號。2年級。 PG
布施步（声優：杉田智和）
號碼15號。2年級。身高190cm。SF
常被稱為｢老師｣，與瑞穗的高階遠也同是當年的｢夢幻國中代表隊｣一員(但遠也只是候補，布施布為正選)。但布施布只要見到遠也必定會不爽，如正好在比賽，一定會｢灌籃｣。然而遠也戲稱此種灌籃為｢心不甘情不願灌籃｣，(而且非常大聲，傳到球場都能聽到)而怒瞪高階遠也。
輪島團
湘南大相模高中的監督。

### 神奈川縣地區外的高中

#### 天童寺高中
君臨高中盃的「頂點」，高中籃球界的「絕對王者」，是以勝利至上主義的傳統強隊，絕不容許敗北。
面對對手都以壓倒性取的勝利，每個位置的球員都是王牌級的實力，甚至都是有全國級的實力。
其球風是以快攻為主的超強攻擊型球隊，防守也令對手討不到便宜。
是唯一能夠讓秋田城北連敗的球隊，至今尚未有任何球隊把他們逼到絕境。
澤登聖人（声優：野島裕史）
號碼4番（和彦在的時候是5號）。3年級。身高179cm。
現任天童寺隊長，在哀川離開後，有見過幾次面。
看了瑞穗的練習後說了：幸好沒說出要他回來天童寺的話。對瑞穗表示贊同。
是發現和彥跳起來能夠灌籃的人，觀察力相當敏銳。
能夠掌握比賽的節奏，有時會鼓勵隊友，是一個相當關心隊友的隊長。
鎌倉元春
號碼5號。3年級。身高180cm。
防守能力頗受好評，是三分球射手。
得意絕招是出手速度慢，但是弧線畫得很高的高弧度三分球。
劍武藏
號碼6號。3年級。身高198cm。
被稱為日本第一中鋒。擅長搶籃板球。
拿手絕招有單手搶籃板，在空中的平衡以及跳躍力和臂力很驚人。
雖然是中鋒，但可以進行三分球的外線投籃。
雙手灌籃破獲力驚人，兩個人都守不住，甚至被撞開，可見威力相當驚人。
北澤龍之介
號碼7號。3年級。身高191cm。
綽號是「王排殺手」。令全國級的王牌都無法輕易突破他的防守，成田的森山、明和的結城、瑞穗的哀川都被他壓制住。
對決明和大日立時成功的阻擋結城希多次的籃下勾射，但在決賽時面對瑞穗的延長賽卻開始暴露體力不佳的缺點，是憑意志力阻擋和彥的，但在關鍵時刻還是犯下了與如月幾乎一樣的錯誤--犯規，而且還是推人犯規(貌似外加打手和撞人)，和彥球進算，還再獲得一次加罰的機會(And 1)。
和彥在天童寺時，練習賽幾乎被和彥突破投籃得分，經過1年後的練習後，已經能成功守住和彥。
如月彩
號碼10號。3年級。身高195cm。
因為常被拿來跟哀川比較，所以知道哀川至天童寺查看練習時特別拼命。
在冠軍戰剩下倒數兩秒鐘時因防守哀川和彥造成阻擋犯規，讓和彥罰進關鍵的追平分而進入延長賽。
打球的球風倔強又粗魯，跟和彥的天才般球技不一樣。
入社的時候一直跟和彥兢爭小前鋒的位置，結果是和彥拿下，甚至還成為正選，連王牌位置也被拿走。
擅長以切入的方式在籃下使出上籃和灌籃，其實本人也會投三分球，身體很柔軟，也可以後仰跳投。
對於和彥抱持者敵對意識，想透過比賽證明自己的實力以及存在價值。
得意絕招三分球，以及撞人般的切入使出的上籃和灌籃，可以引誘對手犯規再加罰一球。
表面上很冷酷，其實還是很了解隊友們的想法，只是以比較冷酷的方式在表達。
本田裕太
號碼11號。2年級。身高185cm。
出手速度快，外線十投八中，令防守方防不勝防。
防守的集中力似乎不集中，似乎曾經被哀川特別指點過。
得意絕招是弧度不高，但是速度特別快的超快速三分球。
認真起來的投籃速度連防守方都碰不到。
哀川昭彦（声優：檜山修之）
是和彥的親哥哥。籃球社的教練。
似乎了解和彥為何離開天童寺，外面冷酷，心裡還是關心和彥。
哀川明大（声優：土師孝也（日本）／李景唐（台灣））
和彦的父親是籃球社的監督，本身是天童寺高中的校長。
因為被自己的兒子否定，而老婆病倒時，不讓哀川進門探病。
大澤桂一郎
3年級。籃球社的經理。

#### 成田中央高中
森山敦司（声優：風間勇刀（日本）／李景唐（台灣）、演：谷和憲）
號碼4號。3年級。身高196cm。
個性善良，是個體貼隊友的溫柔隊長，也是教練認可又放心的選手。
成田中央的王牌，同時也是精神上的支柱，更是以領導者般的隊長。
是目前可以以王牌的身分蓋和彥火鍋的人。
防守能力很優秀，唯一的弱點是在1對1中輸的話，會一直放在心上。
得意絕招是搶籃板，假動作三分球以及雙手灌籃，全方位的王牌。
雖然是個溫柔善良的好人，但在緊要關頭會挺身而出。
玉置直也（声優：高口公介/演：久松幸一）
號碼5號。3年級。身高194cm。
主要在視作防守工作以及搶籃板，實際上也能參與進攻。
是蠻力屬性加智慧型球員的選手，會把對手耍得團團轉。
兒嶋章男（声優：加藤木賢志/演：東虎之丞）
號碼6號。3年級。身高189cm。
和尚頭，嘴巴狠毒，不留情面的學長。
實際上是默默的為球隊付出做犧牲，也有能投三分球的長距離投籃能力。
擅長搶球及防守，曾經1個人守哀川30分鐘，最後體力不支，改由王牌森山防守哀川。
片山達夫
3年級。與瑞穗的練習比賽以後被武內剝奪正式選手的資格。
岸本忍（声優：赤石廣樹/演：磯野正一）
號碼7號。2年級。身高185cm。
想要和澤登、藤原一決勝負的2年級。
不光是球技變成熟，精神上也變得更穩定。
徹底的執行教導式的戰術，即使對於學長的放浪個性，也曾說不會把球傳給他。
武内純一（声優：蓮池龍三/演：中村昌也）
號碼12號。2年級。 身高209cm。
想要和劍、石井一決勝負的2年級。
屬於遇強則強的類型，似乎不擅長防守土橋。
善於投籃以及雙手灌籃。
唯一的弱點是罰球投不中，導致遭到瑞穗逆轉。
加納珠美（声優：山口由里子）
成田中央高中的助手教練，經常監督球員所站的位置。
下條薰（声優：藤原啓治（日本）／吳文民（台灣）、演：湯澤幸一郎）
成田中央高中的監督。過去在瑞穂高中指導過，因為與藤原產生暴力事件而離開瑞穗。
但是似乎對於選手的表現還是會肯定。

#### 秋田城北高中
高中杯中歷史悠久的傳統強隊，防守型球隊，其防守能力甚至能夠讓王者天童寺受不了，可見防守的實力屬於全國級。
是唯一能夠當天童寺的對手，但攻擊力似乎無法與天童寺對抗。
除了高中杯以外，其他全國級的比賽都會打進決賽，甚至挑戰天童寺。
雖然常打進決賽，但始終無法拿下冠軍，甚至被人說「萬年第二」。
防守是以「可變式區域防守」為特色，有1-3-1.1-1-3.1-2-2.等，根據對手的狀況而迅速變動的區域防守。
日下部正宗
號碼4號。3年級。性格冷静。
2年級時曾與天童寺交手，認為當時的哀川是靠澤登才能發揮的球技，因此對於哀川似乎耿耿於懷。
和則宗的兩人聯手是城北的得分來源，擅長以精準度的3分球為絕招。
日下部則宗
號碼8號。3年級。性格非常好勝。
速度和反射神經很快，曾多次成功擋住藤原。
和正宗的兩人聯手是城北的得分來源，擅長以高速切入在禁區得分。
阿部
號碼7號。3年級。
久保田
號碼5號。3年級。
穴水 REIOVICH PETER
號碼15號。1年級。身高190cm。
片桐
秋田城北高中的監督。

#### 嘉手納西高中
大城了
號碼4號。3年級。身高189cm。籃球社的隊長。
見城哲太
號碼5號。3年級。身高169cm。
與那嶺護
號碼6號。3年級。身高190cm。
佐久本直人
號碼10號。2年級。身高186cm。
中村 剛
號碼11號。2年級。
島袋健太
號碼15號。2年級。身高175cm。
安谷屋淳
號碼9號。1年級。
知花大助
號碼14號。1年級。
比嘉憲作
嘉手納西高中的監督。

#### 九工大福岡高中
二階堂航
號碼4號。3年級。身高218cm。
池波京介
號碼7號。3年級。
神田川爽太郎
號碼13號。2年級。
三田陽司
號碼6號。3年級。
吉田鐵矢
號碼5號。3年級。
稻垣
九工大福岡高中的監督。

#### 明和大日立高中
長瀨悟（声優：中村悠一）
號碼4號。3年級。明和大日立高中籃球社的隊長。
麻上龍一
號碼8號。3年級。
結城希（声優：福島潤）
號碼9號。2年級。明和大日立的王牌球員。擅長兩種勾射(換手勾射和小勾射)。
冰川陽司
號碼11號。2年級。
木下
號碼6號。3年級。
澤本
號碼5號。3年級。
水戶英治郎
明和大日立高中的監督。

### 其他的學校
大崎工業
新人戰神奈川縣大會預賽-初戰瑞穂的對手。
京南高中
在東京都內是屈指可數的強手學校。與瑞穗高中關東大會新人戰的首戰比賽對手。選手名字不詳。
藤浦高中
全日本綜合體育大會神奈川縣預賽-決賽對手。

### 其他登場人物
五十嵐修（声優：山根剛/演：鯨井康介）
瑞穂籃球社OB(校友隊)。182cm，#4，[PG]控球後衛/[SF]小前鋒
近藤裕次（声優：園部好德/演：鄉本直也）
瑞穂籃球社OB。190cm，#8，[PF]大前鋒。是進藤英次的哥哥。
佐伯滿雄（声優：三浦岳/演：六本木康弘）
瑞穂籃球社OB。#7，[C]中鋒
清水正樹（演：堀有希）
瑞穂籃球社OB。#6，[PF]大前鋒/[C]中鋒
下田利伸（声優：飯田利信/演：秋山真太郎）
瑞穂籃球社OB。#5，[SG]得分后卫
榊原美佐子（声優：勝生真沙子）
雜誌記者性格聰明。興趣採訪瑞穂高中的成員。
加藤
雜誌記者。榊原的助手。
奧村壽
雜誌記者。
北川千尋（声優：伊藤美紀（日本）／王瑞芹（台灣）、馬小靈（香港））
哀川和彥的大姊，育有一子，頗偏愛和同情哀川和彥。

## 出版書籍
《灌籃少年》（DEAR BOYS）全23卷
| 冊數 | 講談社         | 講談社                 | 東立出版社     | 東立出版社         |
| 冊數 | 發售日期       | ISBN                   | 發售日期       | ISBN               |
| ---- | -------------- | ---------------------- | -------------- | ------------------ |
| 1    | 1989年12月13日 | ISBN 978-4-06-302288-9 | 1992年12月30日 | ISBN 957-34-0224-6 |
| 2    | 1990年4月12日  | ISBN 978-4-06-302299-5 | 1992年12月30日 | ISBN 957-34-0225-4 |
| 3    | 1990年7月12日  | ISBN 978-4-06-302307-7 | 1992年12月30日 | ISBN 957-34-0226-2 |
| 4    | 1990年12月10日 | ISBN 978-4-06-302320-6 | 1992年12月30日 | ISBN 957-34-0227-0 |
| 5    | 1991年4月12日  | ISBN 978-4-06-302329-9 | 1992年12月30日 | ISBN 957-34-0228-9 |
| 6    | 1991年8月5日   | ISBN 978-4-06-302338-1 | 1992年12月30日 | ISBN 957-34-0229-7 |
| 7    | 1991年12月10日 | ISBN 978-4-06-302349-7 | 1992年12月30日 | ISBN 957-34-0230-0 |
| 8    | 1992年3月12日  | ISBN 978-4-06-302356-5 | 1992年12月30日 | ISBN 957-34-0231-9 |
| 9    | 1992年7月9日   | ISBN 978-4-06-302366-4 | 1992年12月30日 | ISBN 957-34-0232-7 |
| 10   | 1992年10月13日 | ISBN 978-4-06-302373-2 | 1992年12月30日 | ISBN 957-34-0233-5 |
| 11   | 1993年3月17日  | ISBN 978-4-06-302385-5 | 1992年12月30日 | ISBN 957-34-0234-3 |
| 12   | 1993年7月17日  | ISBN 978-4-06-302397-8 | 1992年12月30日 | ISBN 957-34-1112-1 |
| 13   | 1993年11月17日 | ISBN 978-4-06-302410-4 | 1993年12月30日 | ISBN 957-34-0235-1 |
| 14   | 1994年3月17日  | ISBN 978-4-06-302421-0 | 1993年12月30日 | ISBN 957-34-1113-x |
| 15   | 1994年7月15日  | ISBN 978-4-06-302438-8 | 1993年12月30日 | ISBN 957-34-1114-8 |
| 16   | 1994年11月17日 | ISBN 978-4-06-302452-4 | 1995年4月30日  | ISBN 957-34-2893-8 |
| 17   | 1995年3月16日  | ISBN 978-4-06-302466-1 | 1995年4月30日  | ISBN 957-34-2894-6 |
| 18   | 1995年7月17日  | ISBN 978-4-06-302480-7 | 1995年4月30日  | ISBN 957-34-2895-4 |
| 19   | 1995年11月16日 | ISBN 978-4-06-302496-8 | 1995年4月30日  | ISBN 957-34-3837-2 |
| 20   | 1996年3月16日  | ISBN 978-4-06-333510-1 | 1997年7月30日  | ISBN 957-34-4274-4 |
| 21   | 1996年7月17日  | ISBN 978-4-06-333525-5 | 1997年7月30日  | ISBN 957-34-4275-2 |
| 22   | 1996年11月15日 | ISBN 978-4-06-333542-2 | 1997年7月30日  | ISBN 957-34-5524-2 |
| 23   | 1997年3月17日  | ISBN 978-4-06-333560-6 | 1999年1月30日  | ISBN 957-34-5525-0 |

《DEARBOYS THE EARLY DAYS》全1卷
| 冊數 | 講談社       | 講談社                 | 東立出版社    | 東立出版社         |
| 冊數 | 發售日期     | ISBN                   | 發售日期      | ISBN               |
| ---- | ------------ | ---------------------- | ------------- | ------------------ |
| 全   | 1997年8月9日 | ISBN 978-4-06-333586-6 | 1998年10月1日 | ISBN 957-34-7105-1 |

《灌籃少年ACT2》（DEAR BOYS ACT2）全30卷
| 冊數 | 講談社         | 講談社                                                  | 東立出版社     | 東立出版社             |
| 冊數 | 發售日期       | ISBN                                                    | 發售日期       | ISBN                   |
| ---- | -------------- | ------------------------------------------------------- | -------------- | ---------------------- |
| 1    | 1997年11月17日 | ISBN 978-4-06-333601-6                                  | 1998年10月25日 | ISBN 957-34-7086-1     |
| 2    | 1998年5月15日  | ISBN 978-4-06-333624-5                                  | 1999年1月25日  | ISBN 957-34-7087-x     |
| 3    | 1998年9月17日  | ISBN 978-4-06-333642-9                                  | 1999年4月5日   | ISBN 957-34-7722-x     |
| 4    | 1999年4月16日  | ISBN 978-4-06-333674-0                                  | 1999年10月20日 | ISBN 957-34-7723-8     |
| 5    | 1999年8月17日  | ISBN 978-4-06-333691-7                                  | 2000年1月15日  | ISBN 957-34-8976-7     |
| 6    | 2000年3月17日  | ISBN 978-4-06-333716-7                                  | 2000年1月15日  | ISBN 957-34-8977-5     |
| 7    | 2000年7月17日  | ISBN 978-4-06-333730-3                                  | 2000年11月14日 | ISBN 957-34-8977-5     |
| 8    | 2000年11月17日 | ISBN 978-4-06-333747-1                                  | 2000年11月14日 | ISBN 957-34-8978-3     |
| 9    | 2001年4月17日  | ISBN 978-4-06-333766-2                                  | 2001年8月8日   | ISBN 957-699-018-1     |
| 10   | 2001年9月17日  | ISBN 978-4-06-333787-7                                  | 2002年1月17日  | ISBN 986-11-0174-8     |
| 11   | 2002年3月15日  | ISBN 978-4-06-333816-4                                  | 2002年7月16日  | ISBN 986-11-0263-9     |
| 12   | 2002年7月17日  | ISBN 978-4-06-333835-5                                  | 2002年11月2日  | ISBN 986-11-1257-x     |
| 13   | 2002年11月11日 | ISBN 978-4-06-333851-5 ISBN 978-4-06-362020-7（特装版） | 2003年3月19日  | ISBN 986-11-2034-3     |
| 14   | 2003年5月16日  | ISBN 978-4-06-333881-2                                  | 2003年9月18日  | ISBN 986-11-3187-6     |
| 15   | 2003年9月17日  | ISBN 978-4-06-333899-7                                  | 2004年1月16日  | ISBN 986-11-3898-6     |
| 16   | 2004年3月17日  | ISBN 978-4-06-333927-7                                  | 2004年7月13日  | ISBN 986-11-4348-3     |
| 17   | 2004年8月17日  | ISBN 978-4-06-333949-9                                  | 2004年10月25日 | ISBN 986-11-5604-6     |
| 18   | 2005年2月17日  | ISBN 978-4-06-370973-5                                  | 2005年4月6日   | ISBN 986-11-5605-4     |
| 19   | 2005年6月17日  | ISBN 978-4-06-370994-0                                  | 2005年8月11日  | ISBN 986-11-6637-8     |
| 20   | 2005年9月16日  | ISBN 978-4-06-371009-0                                  | 2005年11月11日 | ISBN 986-11-6638-6     |
| 21   | 2006年2月16日  | ISBN 978-4-06-371027-4                                  | 2006年3月16日  | ISBN 986-11-7662-4     |
| 22   | 2006年6月16日  | ISBN 978-4-06-371048-9                                  | 2006年7月28日  | ISBN 986-11-7663-2     |
| 23   | 2006年10月17日 | ISBN 978-4-06-371061-8                                  | 2006年12月8日  | ISBN 986-11-8760-X     |
| 24   | 2007年1月17日  | ISBN 978-4-06-371074-8                                  | 2007年3月20日  | ISBN 978-986-11-9532-2 |
| 25   | 2007年6月15日  | ISBN 978-4-06-371093-9                                  | 2007年8月9日   | ISBN 978-986-11-9533-9 |
| 26   | 2007年10月17日 | ISBN 978-4-06-371112-7                                  | 2008年2月20日  | ISBN 978-986-10-0826-4 |
| 27   | 2008年2月15日  | ISBN 978-4-06-371126-4                                  | 2008年5月16日  | ISBN 978-986-10-1482-1 |
| 28   | 2008年6月17日  | ISBN 978-4-06-371150-9                                  | 2008年10月7日  | ISBN 978-986-10-2080-8 |
| 29   | 2008年10月17日 | ISBN 978-4-06-371165-3                                  | 2009年2月19日  | ISBN 978-986-10-2710-4 |
| 30   | 2009年2月17日  | ISBN 978-4-06-371180-6                                  | 2009年4月27日  | ISBN 978-986-10-3371-6 |

《灌籃少年ACT3》（DEAR BOYS ACT3） 全21卷
| 卷數 | 講談社         | 講談社                 | 東立出版社     | 東立出版社             |
| 卷數 | 發售日期       | ISBN                   | 發售日期       | ISBN                   |
| ---- | -------------- | ---------------------- | -------------- | ---------------------- |
| 1    | 2009年6月17日  | ISBN 978-4-06-371201-8 | 2009年11月10日 | ISBN 978-986-10-4799-7 |
| 2    | 2009年10月16日 | ISBN 978-4-06-371212-4 | 2010年2月3日   | ISBN 978-986-10-4800-0 |
| 3    | 2010年2月17日  | ISBN 978-4-06-371232-2 | 2010年5月31日  | ISBN 978-986-10-5346-2 |
| 4    | 2010年6月17日  | ISBN 978-4-06-371249-0 | 2010年11月15日 | ISBN 978-986-10-5952-5 |
| 5    | 2010年10月15日 | ISBN 978-4-06-371260-5 | 2011年1月21日  | ISBN 978-986-10-6624-0 |
| 6    | 2011年2月17日  | ISBN 978-4-06-371275-9 | 2011年5月12日  | ISBN 978-986-10-7447-4 |
| 7    | 2011年6月17日  | ISBN 978-4-06-371290-2 | 2011年9月21日  | ISBN 978-986-10-8043-7 |
| 8    | 2011年10月17日 | ISBN 978-4-06-371306-0 | 2012年1月19日  | ISBN 978-986-10-8894-5 |
| 9    | 2012年2月17日  | ISBN 978-4-06-371322-0 | 2012年5月15日  | ISBN 978-986-10-9590-5 |
| 10   | 2012年6月15日  | ISBN 978-4-06-371333-6 | 2012年10月1日  | ISBN 978-986-317-364-9 |
| 11   | 2012年10月17日 | ISBN 978-4-06-371349-7 | 2012年12月5日  | ISBN 978-986-324-113-3 |
| 12   | 2013年2月15日  | ISBN 978-4-06-371365-7 | 2013年4月10日  | ISBN 978-986-332-062-3 |
| 13   | 2013年6月17日  | ISBN 978-4-06-371378-7 | 2013年9月13日  | ISBN 978-986-332-836-0 |
| 14   | 2013年10月17日 | ISBN 978-4-06-371392-3 | 2014年1月10日  | ISBN 978-986-337-667-5 |
| 15   | 2014年2月17日  | ISBN 978-4-06-371410-4 | 2014年4月9日   | ISBN 978-986-348-499-8 |
| 16   | 2014年6月17日  | ISBN 978-4-06-371424-1 | 2014年8月5日   | ISBN 978-986-365-224-3 |
| 17   | 2014年10月17日 | ISBN 978-4-06-371441-8 | 2014年12月3日  | ISBN 978-986-382-064-2 |
| 18   | 2015年2月17日  | ISBN 978-4-06-371456-2 | 2015年5月5日   | ISBN 978-986-382-875-4 |
| 19   | 2015年6月17日  | ISBN 978-4-06-371472-2 | 2015年8月31日  | ISBN 978-986-431-692-2 |
| 20   | 2015年10月16日 | ISBN 978-4-06-371487-6 | 2016年1月6日   | ISBN 978-986-462-401-0 |
| 21   | 2016年2月17日  | ISBN 978-4-06-392509-8 | 2016年4月15日  | ISBN 978-986-10-7816-8 |

《灌籃少年特別篇》（NEAR BOYS）八神浩樹擔任監修 / 櫻太助作畫 全1卷
| 卷數 | 講談社        | 講談社                 | 東立出版社   | 東立出版社             |
| 卷數 | 發售日期      | ISBN                   | 發售日期     | ISBN                   |
| ---- | ------------- | ---------------------- | ------------ | ---------------------- |
| 全   | 2014年6月17日 | ISBN 978-4-06-371426-5 | 2015年8月7日 | ISBN 978-9-86-431506-2 |

《灌籃少年 OVER TIME》（DEAR BOYS OVER TIME）全3卷
| 卷數 | 講談社         | 講談社                 | 東立出版社    | 東立出版社             |
| 卷數 | 發售日期       | ISBN                   | 發售日期      | ISBN                   |
| ---- | -------------- | ---------------------- | ------------- | ---------------------- |
| 1    | 2016年6月17日  | ISBN 978-4-06-392530-2 | 2017年3月24日 | ISBN 978-986-482-457-1 |
| 2    | 2016年10月17日 | ISBN 978-4-06-392557-9 | 2017年4月26日 | ISBN 978-986-482-460-1 |
| 3    | 2017年2月17日  | ISBN 978-4-06-392566-1 | 2017年5月22日 | ISBN 978-986-482-811-1 |

《灌籃少年ACT4》（DEAR BOYS ACT4）
| 卷數 | 講談社         | 講談社                 | 東立出版社     | 東立出版社             |
| 卷數 | 發售日期       | ISBN                   | 發售日期       | ISBN                   |
| ---- | -------------- | ---------------------- | -------------- | ---------------------- |
| 1    | 2019年3月15日  | ISBN 978-4-06-514815-0 | 2019年11月1日  | ISBN 978-957-26-3848-4 |
| 2    | 2019年7月17日  | ISBN 978-4-06-516297-2 | 2020年10月23日 | ISBN 978-957-26-3849-1 |
| 3    | 2019年11月15日 | ISBN 978-4-06-517630-6 | 2021年5月31日  | ISBN 978-957-26-4520-8 |
| 4    | 2020年3月17日  | ISBN 978-4-06-518654-1 | 2021年12月9日  | ISBN 978-957-26-5106-3 |
| 5    | 2020年7月17日  | ISBN 978-4-06-520230-2 | 2022年8月12日  | ISBN 978-957-26-5618-1 |
| 6    | 2020年11月17日 | ISBN 978-4-06-521422-0 | 2023年7月6日   | ISBN 978-957-26-6118-5 |
| 7    | 2021年3月17日  | ISBN 978-4-06-522260-7 | 2024年1月5日   | ISBN 978-957-26-6771-2 |
| 8    | 2021年7月16日  | ISBN 978-4-06-524134-9 | 2025年1月6日   | ISBN 978-957-26-7654-7 |
| 9    | 2021年11月17日 | ISBN 978-4-06-525036-5 | 2025年7月18日  | ISBN 978-957-26-8427-6 |
| 10   | 2022年3月17日  | ISBN 978-4-06-526768-4 |                |                        |
| 11   | 2022年7月14日  | ISBN 978-4-06-528264-9 |                |                        |
| 12   | 2022年11月16日 | ISBN 978-4-06-529672-1 |                |                        |
| 13   | 2023年3月16日  | ISBN 978-4-06-530777-9 |                |                        |
| 14   | 2023年7月14日  | ISBN 978-4-06-531988-8 |                |                        |
| 15   | 2023年11月16日 | ISBN 978-4-06-533714-1 |                |                        |
| 16   | 2024年3月15日  | ISBN 978-4-06-534797-3 |                |                        |
| 17   | 2024年7月17日  | ISBN 978-4-06-536244-0 |                |                        |
| 18   | 2024年11月15日 | ISBN 978-4-06-537624-9 |                |                        |
| 19   | 2025年3月17日  | ISBN 978-4-06-538851-8 |                |                        |
| 20   | 2025年7月16日  | ISBN 978-4-06-539878-4 |                |                        |

### 其他書籍
導讀手冊
- 灌籃少年公式大破解（DEAR BOYS 公式ガイドブック グッドグッドボ－イテキスト）

| 卷數 | 講談社         | 講談社                 | 加珈文化      | 加珈文化               |
| 卷數 | 發售日期       | ISBN                   | 發售日期      | ISBN                   |
| ---- | -------------- | ---------------------- | ------------- | ---------------------- |
| 全   | 1996年10月21日 | ISBN 978-4-06-319733-4 | 1997年10月5日 | ISBN 978-957-778-483-4 |

- DEAR BOYS プレミアムガイド

2004年8月17日發售、ISBN 978-4-06-334906-1
- DEAR BOYS INDEX

| 卷數 | 講談社         | 講談社                 |
| 卷數 | 發售日期       | ISBN                   |
| ---- | -------------- | ---------------------- |
| 01   | 2002年9月13日  | ISBN 978-4-06-334602-2 |
| 02   | 2007年12月17日 | ISBN 978-4-06-372369-4 |

插畫集
- DEAR BOYS ILLUSTRATIONS

| 卷數         | 講談社        | 講談社                 |
| 卷數         | 發售日期      | ISBN                   |
| ------------ | ------------- | ---------------------- |
| 1「SCENE」   | 2001年6月14日 | ISBN 978-4-06-330128-1 |
| 2「QUARTER」 | 2014年9月13日 | ISBN 978-4-06-364961-1 |

小說
| 卷數 | 副標題                       | 講談社        | 講談社                 | 著者     |
| 卷數 | 副標題                       | 發售日期      | ISBN                   | 著者     |
| ---- | ---------------------------- | ------------- | ---------------------- | -------- |
| 全   | DEAR BOYS～The girls' days～ | 2002年8月16日 | ISBN 978-4-06-324346-8 | 金春智子 |

## 電視動畫

### 製作
原作：八神浩樹
監督：工藤進
系列構成：岸間信明
人物設計：加野晃
音樂：井上日德
動畫制作：A.C.G.T
制作：to max、OB PLANNING

### 主題曲
片頭曲：「Sounds of Bounce」DA PUMP
片尾曲：CHRIS

### 各話列表
| 話数 | 中文標題           | 日文標題            | 脚本       | 分鏡腳本        | 演出         | 作画監督               |
| ---- | ------------------ | ------------------- | ---------- | --------------- | ------------ | ---------------------- |
| 1    | 不一樣的轉學生     | 気になる転校生      | 岸間信明   | 工藤進          | 工藤進       | 石井久美 高乗陽子      |
| 2    | 男子籃球社復活     | 男子バスケ部復活す? | 岸間信明   | 大庭秀昭        | 下司泰弘     | 小原充 飯飼一幸        |
| 3    | 練習比賽的對手是？ | 練習試合の相手は?   | 岸間信明   | 工藤進          | 岡嶋国敏     | 書紫乃家 柳太郎        |
| 4    | 堅強的意志         | 負けられない意地    | 岸間信明   | 小林智樹        | 木村寛       | 鈴木勝 宮本タカシ      |
| 5    | 傷痕累累的反擊     | 傷だらけの反撃      | 岸間信明   | 桝井剛          | 桝井剛       | ひのたかふみ 今木宏明  |
| 6    | 每個人的想法       | それぞれの思い……    | 岸間信明   | 紅優 小林智樹   | 小林智樹     | 鈴木勝 宮本タカシ      |
| 7    | 不穩定的氣氛       | 不穏な空気          | 吉岡たかを | 紅優 五十嵐達也 | 五十嵐達也   | 書紫乃家 柳太郎 金賢玉 |
| 8    | 冰冷的雨           | 不穏な空気          | 冷たい雨   | 大庭秀昭        | 下司泰弘     | 飯田宏義 飯飼一幸      |
| 9    | 因為有你           | あなたがいるから……  | 岸間信明   | 早川啓二        | 早川啓二     | 坂巻貞彦               |
| 10   | 冰封的熱情         | 閉ざされた情熱      | 岸間信明   | 桝井剛          | 田名部登     | 高橋敦子 雨宮英男      |
| 11   | 繼承夢想的人們     | 夢を継ぐ者たち      | 岸間信明   | 仁賀緑朗        | 木村寛       | 鈴木勝 宮本タカシ      |
| 12   | 意外的邂逅         | 出会いは突然に      | 岸間信明   | 五十嵐達也      | 五十嵐達也   | 書紫乃家 柳太郎        |
| 13   | 無法契合的齒輪     | 噛みあわない歯車    | 岸間信明   | 菊池一仁        | 上野史博     | 相坂直紀 松下清志      |
| 14   | 不安與負擔         | 不安と負担          | 岸間信明   | 早川啓二        | 早川啓二     | 坂巻貞彦               |
| 15   | 勁敵們             | ライバルたち        | 岸間信明   | 吉澤孝男        | 田名部登     | 飯田宏義               |
| 16   | 打成平手           | デッドヒート        | 岸間信明   | 仁賀緑朗        | 木村寛       | 鈴木勝                 |
| 17   | 絕不放棄           | ネバーギブアップ    | 岸間信明   | 川島宏          | 三宅雄一郎   | 宮本タカシ 宮前真一    |
| 18   | 比賽結束           | ゲームセット        | 岸間信明   | 五十嵐達也      | 五十嵐達也   | 書紫乃家 柳太郎        |
| 19   | 決賽的對手是？     | 決勝の相手は?       | 岸間信明   | 早川啓二        | 神大寺たけし | 保谷五郎               |
| 20   | 動搖的心           | 揺れる心            | 岸間信明   | 工藤進          | 岡崎幸男     | 岩井優器               |
| 21   | 互相扶持的夥伴     | 支えあう仲間たち    | 岸間信明   | 小林智樹        | 谷田部勝義   | 石浦拓彦               |
| 22   | 第六位男人         | 六人目の男          | 岸間信明   | 木村寛          | 木村寛       | 関口雅浩 高乗陽子      |
| 23   | 決賽！             | 決勝!               | 岸間信明   | 仁賀緑朗        | 山内東生雄   | 書紫乃家 柳太郎        |
| 24   | 一進一退           | 一進一退            | 岸間信明   | 早川啓二        | 神大寺たけし | 保谷五郎               |
| 25   | 比賽的結果         | 決着、そして……      | 岸間信明   | 仁賀緑朗        | 工藤進       | 関口雅浩 宮前真一      |
| 26   | 迎向明天           | 明日に向かって      | 岸間信明   | 工藤進          | 木村寛       | 高乗陽子 松下清志      |

## 遊戲
- DEAR BOYS（發售公司：、對應主機：超級任天堂、發售日期：1994年10月28日）
- DEAR BOYS Fast Break!（發售公司：科樂美、對應主機：PlayStation 2、發售日期：2003年）

## 外部連結
- （日語）月刊少年マガジンWeb｜ＤＥＡＲ ＢＯＹＳ｜作品紹介｜講談社コミックプラス （页面存档备份，存于）
- （日語）月刊少年マガジンWeb｜ＤＥＡＲ ＢＯＹＳ ＴＨＥ ＥＡＲＬＹ ＤＡＹＳ｜作品紹介｜講談社コミックプラス （页面存档备份，存于）
- （日語）月刊少年マガジンWeb｜ＤＥＡＲ ＢＯＹＳ ＡＣＴ２｜作品紹介｜講談社コミックプラス （页面存档备份，存于）
- （日語）月刊少年マガジンWeb｜ＤＥＡＲ ＢＯＹＳ ＡＣＴ３｜作品紹介｜講談社コミックプラス （页面存档备份，存于）
- （繁體中文）ＤＥＡＲ ＢＯＹＳ｜作品介紹｜東立出版社
- （繁體中文）ＤＥＡＲ ＢＯＹＳ ＴＨＥ ＥＡＲＬＹ ＤＡＹＳ｜作品介紹｜東立出版社
- （繁體中文）ＤＥＡＲ ＢＯＹＳ ＡＣＴ２｜作品介紹｜東立出版社
- （繁體中文）ＤＥＡＲ ＢＯＹＳ ＡＣＴ３｜作品紹介｜東立出版社